# Luuq
Luuq – miasto w Somalii; 35 100 mieszkańców (2006). Przemysł spożywczy.
Miasto jest otoczone przez rzekę Dżuba z trzech stron, rzeka ma w tym miejscu kształt podkowy. Takie usytuowanie jest odzwierciedlone w nazwie, która w języku somalijskim znaczy "aleja".